# 懸造

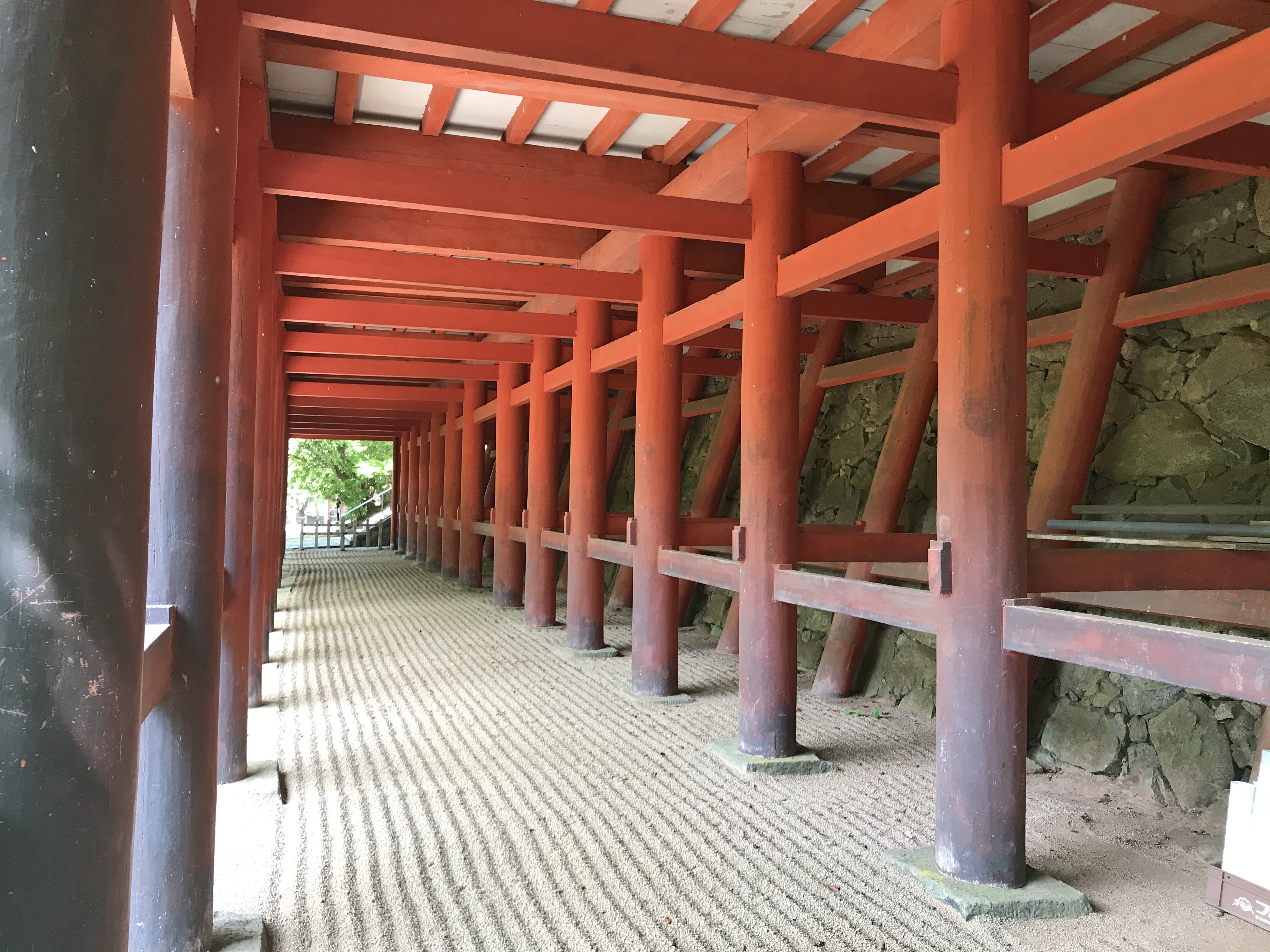
懸造の構造（談山神社拝殿）

懸造、懸造り（かけづくり）は、崖などの高低差が大きい土地に、長い柱や貫で床下を固定してその上に建物を建てる建築様式。主に日本の仏教寺院・神社（寺社）建築に用いられる。崖造、舞台造などとも呼ばれる。現存する縣造を実地踏査している飯沼義弥によると、日本全国に300カ所以上ある'。

## 呼称について
平安時代の文献に「かけつくる」という動詞が現れる。『源氏物語』には「山に片懸けたる家なれば」とあるように山間に建物を建てるといったニュアンスで使われている。そして鎌倉時代中期までに「かけづくり」という名詞が生まれたとされる。それらは山間の寺社、僧房、隠遁のための建物を指していたが、室町時代末期に至ると河岸に建てられたものを示唆する例が現れる。桃山時代の『日葡辞書』には、「かけづくり」について「片方はしっかりした所に、片方は低い所とか険阻な所とかにかけて造った建築。たとえば、海とか絶壁とかなどに臨んで造った建築」と記されており、床下を長い柱で支えた特異な意匠をもった建物全般を指すようになっていたと考えられる。
「かけ」については「懸」が古体と考えられるが、近世になり「掛」「崖」「繁」「惣」などの文字を充てる例が現れる。これらは語音の類似などから別字を当てたものと考えられる。また、舞台造については清水寺本堂や長谷寺本堂において、本堂前面に突出した露天の板敷部分に用いられた呼称が江戸時代末期に懸造に相当する言葉として用いられる。

## 特徴
京都の清水寺をはじめとして、全国各地にこの工法が用いられ多くの寺社が建設されている。束石の上に柱を立て、束柱相互を貫で縫う工法である。床下が弾力性のあるラーメン状の架構となり、きわめて強固である。

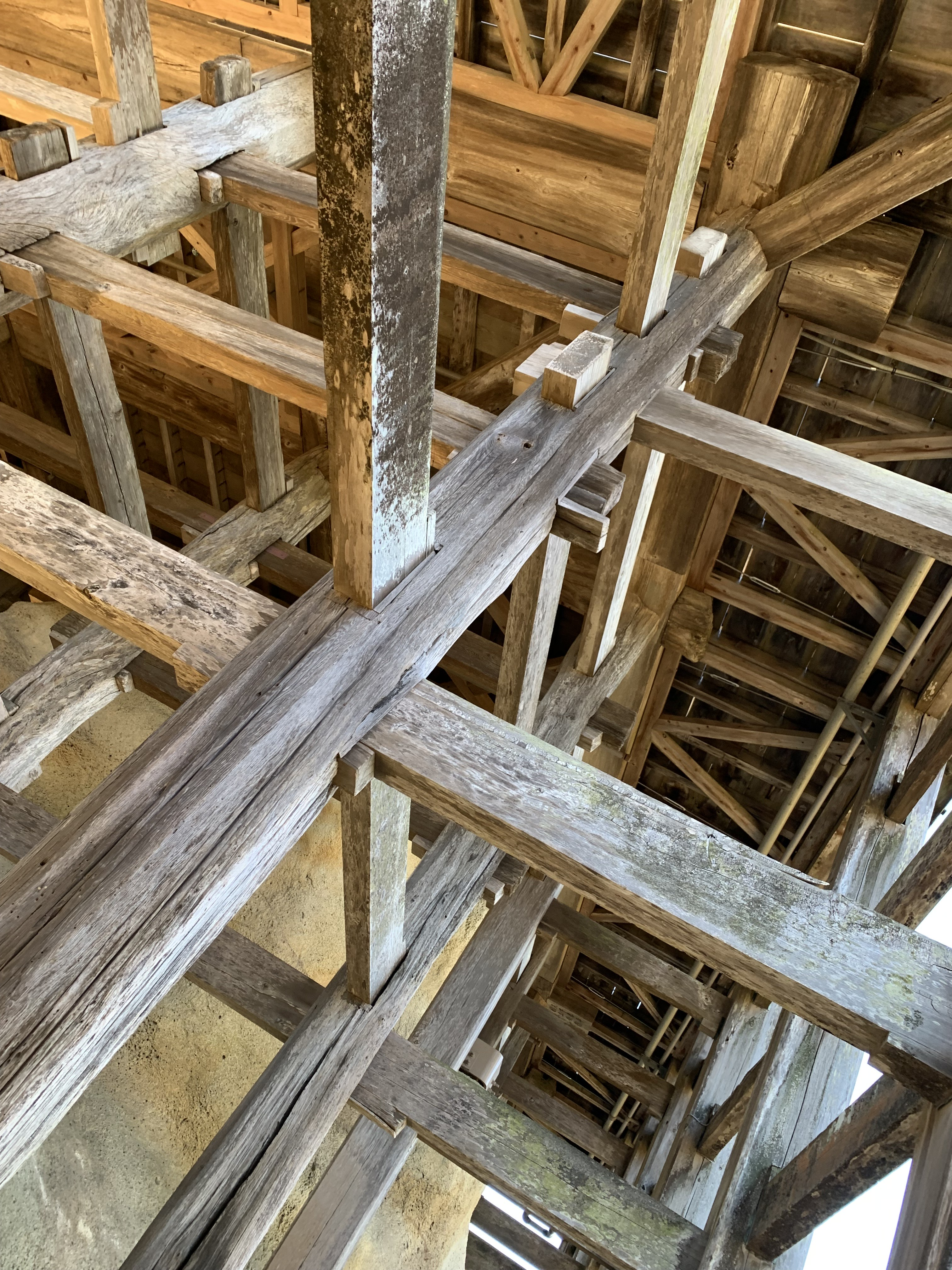
懸造の柱（笠森寺観音堂）

清水寺は、江戸時代初期の1633年（寛永10年）造で、束柱の点検・修理は年中行われ、舞台床も頻繁に替えられることで今なお健在である。それはこの工法が点検・修理が容易に行え、部材の取替えも可能なことに理由があり、かつての日本の木造技術の特筆すべき特徴だったが、現在の建築法令規定の木造建築は、点検、修理、部材取替えをほとんど不可能としてしまっている。
建物の周囲が全て懸造であることは珍しく、日本では唯一、笠森寺観音堂が四方懸造の構造である。

## 歴史
懸造の中で記録が最も古いのは平安時代中期には建立されていたと思われる、石山寺本堂、長谷寺本堂、清水寺本堂などである。ただし現存するのは再建されたもの) いずれも岩上の本尊を覆うように建てられていたと考えられ、本堂前面に増設された礼堂や舞台が懸造の原型と考えられる。これらは単に景観的な観点ではなく信仰対象としての岩を祀るための施設であったと考えられる。またこれらは観音菩薩の霊場とされており、岩を補陀落に見立てていたと思われる。
平安末期ごろから延暦寺横川中堂や醍醐寺如意輪堂など天台・真言系寺院において修行地に懸造が現れる。これらも岩との密接な関係が窺えるが、内陣あるいは内陣床下に包摂する形式が取られている。また、平安時代末期から鎌倉時代初期までには岩窟の中や大岩に取り付くように小さな堂が懸造で建てられるようになる。現存最古とされる三仏寺投入堂はこれに当たる。鎌倉時代中期からは岩などに屋根が接するように建てられる事例が現れる。
近世になると、懸造の規模が小さくなり、整地された石垣の上に建てられるなど懸造が形骸化していく例が現れる。また立地も山岳地から市中の寺社境内や庭園の中にも建てられるようになる。これらは観音霊場として名高い清水寺や石山寺の「写し」と考えられ、修行の場ではなく鑑賞的な態度を伴っていたと考えられる。

## 代表的な建造物
| 名称                     | 年代                 | 文化財指定 | 所在地               | 画像 |
| ------------------------ | -------------------- | ---------- | -------------------- | ---- |
| 長谷寺本堂               | 江戸時代・1650年     | 国宝       | 奈良県桜井市         |      |
| 清水寺本堂               | 江戸時代・1633年     | 国宝       | 京都府京都市東山区   |      |
| 石山寺本堂               | 平安時代・1096年     | 国宝       | 滋賀県大津市         |      |
| 笠森寺観音堂             | 桃山時代・文禄年間   | 重要文化財 | 千葉県長生郡長南町   |      |
| 三仏寺投入堂             | 平安時代             | 国宝       | 鳥取県東伯郡三朝町   |      |
| 醍醐寺清瀧宮拝殿         | 室町時代・1434年     | 国宝       | 京都府京都市伏見区   |      |
| 醍醐寺如意輪堂           | 桃山時代・1606年     | 重要文化財 | 京都府京都市伏見区   |      |
| 東大寺二月堂             | 江戸時代・1669年     | 国宝       | 奈良県奈良市         |      |
| 不動寺本堂および礼堂     | 室町時代前期         | 国宝       | 滋賀県大津市田上森町 |      |
| 不動院岩屋堂             | 室町時代前期         | 重要文化財 | 鳥取県八頭郡若桜町   |      |
| 日吉大社摂社牛尾神社拝殿 | 桃山時代・1595年     | 重要文化財 | 滋賀県大津市         |      |
| 日吉大社摂社三宮神社拝殿 | 桃山時代・1599年     | 重要文化財 | 滋賀県大津市         |      |
| 談山神社拝殿             | 江戸時代中期・1668年 | 重要文化財 | 奈良県桜井市         |      |
| 釈尊寺観音堂             | 鎌倉時代・1258年     | 重要文化財 | 長野県小諸市         |      |
| 龍岩寺奥院礼堂           | 鎌倉後期・1286年     | 重要文化財 | 大分県宇佐市         |      |
| 都久夫須麻神社船廊下     | 江戸時代・1603年     | 重要文化財 | 滋賀県長浜市         |      |
| 由岐神社拝殿             | 江戸時代・1607年     | 重要文化財 | 京都府京都市         |      |
| 圓教寺摩尼殿             | 昭和時代・1933年     | 重要文化財 | 兵庫県姫路市         |      |
| 狸谷山不動院本堂         | 昭和時代・1986年     |            | 京都府京都市         |      |
| 少彦名神社参籠殿         | 1934年               |            | 愛媛県大洲市         |      |